# 倉央嘉措詩歌
倉央嘉措詩歌（藏語：ཚངས་དབྱངས་རྒྱ་མཚོའི་མགུར་གླུ།）指的是第六世达赖喇嘛所作的一系列詩歌的統稱。倉央嘉措為六世達賴喇嘛的法名，他同時是西藏著名的詩人，留下不少詩作。其詩作中有不少描寫愛情的內容，故而也被漢人稱為「倉央嘉措情歌」。然而事實上藏族人使用「མགུར་གླུ།」（道歌、偈言）而不是「ལ་གཞས」（山歌、情歌）來稱呼它，因而是不準確的。
倉央嘉措詩歌廣泛而零散地流傳在藏區。至中華民國時期，由藏學家于道泉對康區的倉央嘉措詩歌進行整理，得66首詩歌，將其譯為中文和英文，於1930年發表《第六代達賴喇嘛倉央嘉措情歌》一書，引起藏學界和文學界的巨大反響。此後，被各國藏學家翻譯成各種文字。以民國時期的漢譯本為例，除于道泉本外，還包括劉家駒、婁子匡、劉希武、曾緘的幾種譯本，一般人認為其中文學造詣最高的是1939年的曾緘譯本。然而，相對於曾緘七絕譯本的華美風格，劉希武五絕譯本卻更能保存藏文原作的質樸內容及風格。

## 舉隅
倉央嘉措的诗作在青藏高原間流传甚广，其內容多為描寫愛情之作，因此常被漢人稱為「情歌」。在《倉央嘉措詩歌》（༼ཚངས་དབྱངས་རྒྱ་མཚོའི་མགུར་གླུ།༽）的所有漢譯本中，曾缄译本流傳最廣，其中又以他翻譯的第24首最为知名：
| 藏文原文               | 漢譯本                   | 曾缄漢譯本                        |
| ---------------------- | ------------------------ | --------------------------------- |
| མཛངས་མའི་ཐུགས་དང་བསྟུན་ན།། | 若要隨彼女的心意         | 曾虑多情损梵行                    |
| ཚེ་འདིའི་ཆོས་སྐལ་ཆད་འགྲོ།།    | 今生與佛法的緣分斷絕了   | 曾虑多情损梵行                    |
| དབེན་པའི་རི་ཁྲོད་འགྲིམསན།།    | 若要往空寂的山嶺間去雲遊 | 入山又恐別傾城                    |
| བུ་མོའི་ཐུགས་དང་འགལ་འགྲོ།།   | 就把彼女的心願違背了     | 入山又恐別傾城                    |
|                        |                          | 世間安得雙全法， 不負如來不負卿。 |

相比而言，于道泉的白話文譯本更貼近於藏語原文。曾緘讀其譯本，「病其不文」，便將于道泉的白話譯文改譯為文言文，因而曾緘的譯文雖典雅美麗，卻與藏語原文之間差異巨大。